# Чертков, Александр Дмитриевич
Алекса́ндр Дми́триевич Чертко́в (19 июня (30 июня) 1789, Воронеж — 10 (22) ноября 1858, Москва) — русский учёный, археолог, историк, нумизмат, книжный коллекционер. Проводил исследования в области этрускологии и славистики.
Основатель Чертковской библиотеки, председатель Московского общества истории и древностей Российских, один из учредителей Московской (общедоступной) школы художеств. Московский губернский предводитель дворянства, участник Отечественной войны 1812 года и русско-турецкой войны 1828—1829 годов.
Член-корреспондент Петербургской академии наук (1842), почётный член Московского археологического общества, тайный советник.

## Происхождение
Родился 19 (30) июня 1789 года в Воронеже, где в то время генерал-губернатором был его дед, Василий Алексеевич Чертков (1726—1793). Отец — Дмитрий Васильевич Чертков (1758—1831) сильно разбогател благодаря браку с Евдокией Тевяшовой (1770—1827), дочерью и наследницей Степана Ивановича Тевяшова. В начале XIX века провинциальный род Чертковых взялся за покорение столиц. Его представители вступали в браки со Строгановыми, Чернышёвыми, Шуваловыми — самыми «сливками» высшей аристократии.
Высокого положения достигли братья Александра Дмитриевича:
- Николай Дмитриевич (1794—1852) — генерал-лейтенант, меценат, основатель Воронежского (Михайловского) кадетского корпуса;
- Иван Дмитриевич (1796—1865) — полковник, шталмейстер, действительный тайный советник, основатель первого в России детского приюта (1837), создатель первого Устава сберегательных касс (1840).

- Сестра — Екатерина Дмитриевна Черткова (1793—1867) была замужем за воронежским и орловским губернатором, тайным советником Петром Александровичем Сонцовым (Сонцевым).
  - Племянники: Дмитрий Петрович Сонцов, коллекционер, нумизмат, один из основателей Московского археологического общества; Александра Петровна Сонцова (1815—1850), замужем за первым директором Михайловского Воронежского кадетского корпуса Александром Дмитриевичем Винтуловым; Евдокия Петровна Сонцова, замужем на бароном Николаем Петровичем Остен-Сакеном, внуком Е. К. Остен-Сакена; Мария Петровна Сонцова (ум. 1842), замужем за князем Платоном Петровичем Мещерским, внуком П. С. Мещерского.
- Сестра — Мария Дмитриевна Черткова (1800—1879). Ее муж — барон Шеппинг, Отто Дмитриевич. Сын — Д. О. Шеппинг, известный историк, этнограф, археолог. Портрет Марии Дмитриевны Шеппинг (художник Петр Эрнест Рокштуль) находится в Музее В. А. Тропинина и московских художников его времени[3].

## Биография
Получил домашнее образование. Его воспитателями были: француз Мортель и Гавриил Петрович Успенский. В 19 лет был отпущен отцом в Санкт-Петербург, служить в министерстве внутренних дел у князя Куракина, но уже в 1809 году поступил на военную службу в Конный лейб-гвардии полк, во время Отечественной войны 1812 года занимался подготовкой резервов.
Затем принял участие в заграничном походе русской армии; особенно отличился в Кульмском сражении и был награждён Кульмским крестом. В 1816 году был казначеем полка.
Выйдя 18 ноября 1822 года в отставку, Чертков два года провёл в Австрии, Швейцарии и Италии, где заинтересовался историей. Находясь во Флоренции, Чертков сблизился с итальянским учёным и священником Себастьяно Чьямпи, и заинтересовался итальянскими древностями. По возвращении в Россию, поселился в Москве.
Участвовал в русско-турецкой войне, поступив в гусарский полк эрцгерцога Фердинанда, в котором командовал резервными эскадронами полка. Выйдя 22 июля 1829 года по болезни в отставку, Чертков выбрал себе постоянным местом жительства Москву, и лишь иногда уезжал за границу в свои имения. С тех пор он окончательно посвятил себя изучению русской истории и древностям. Кроме научных занятий с 22 октября 1835 года он в течение двадцати лет был уездным, затем губернским предводителем (с 18.02.1844) Московского дворянства; также он был почётным попечителем Московских губернских гимназий (с 26.05.1836 и повторно с 21.12.1846), председателем разных комиссий, членом статистического комитета Московской губернии, учредителем школы живописи, ваяния и зодчества, был деятельным членом многих учёных обществ.
В имениях юга Воронежской губернии, перешедших к нему по наследству, он занимался разведением тонкорунных овец. В 1834 году в Ольховатке им был построен один из первых в Воронежской губернии свеклосахарный завод. На нем, в частности, работал бывший крепостным Черткова Е. М. Чехов, дед А. П. Чехова, который дослужился от простого рабочего до приказчика, а затем выкупился на волю.

## Научные труды
На некоторое время предметом его занятий стали естественные науки. С помощью Г. И. Фишера фон Вальдгейма он составил значительный минералогический кабинет, собирал бабочек и описывал флору Острогожского уезда (на итальянском языке). Вскоре, вероятно не без косвенного влияния Фишера, бывшего любителем библиографии, основным объектом его интересов стала русская история, а также коллекционирование и изучение предметов русской и славянской древности, документов, книг, монет, медалей.

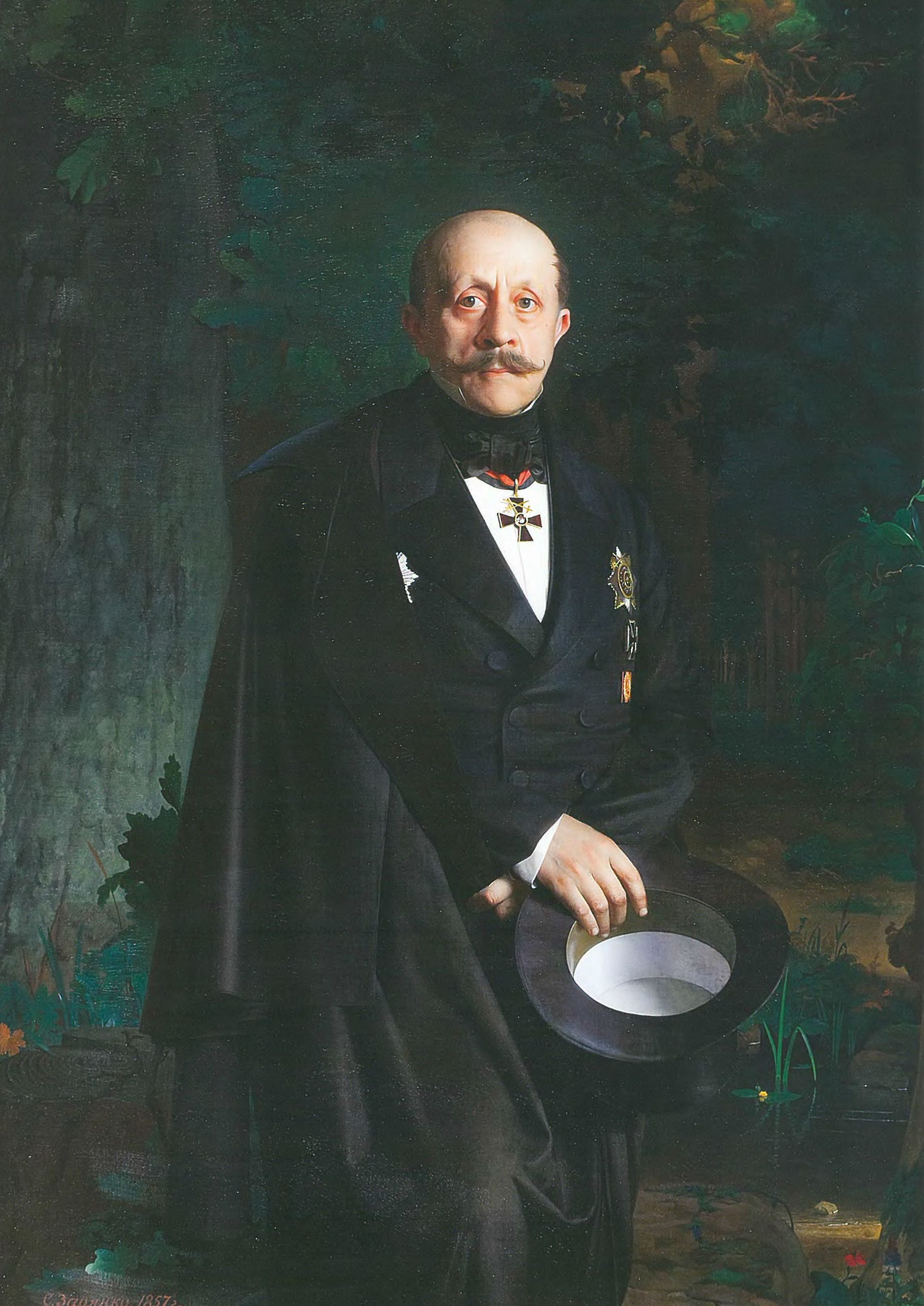
А. Д. Чертков на портрете работы С. К. Зарянко (1857)

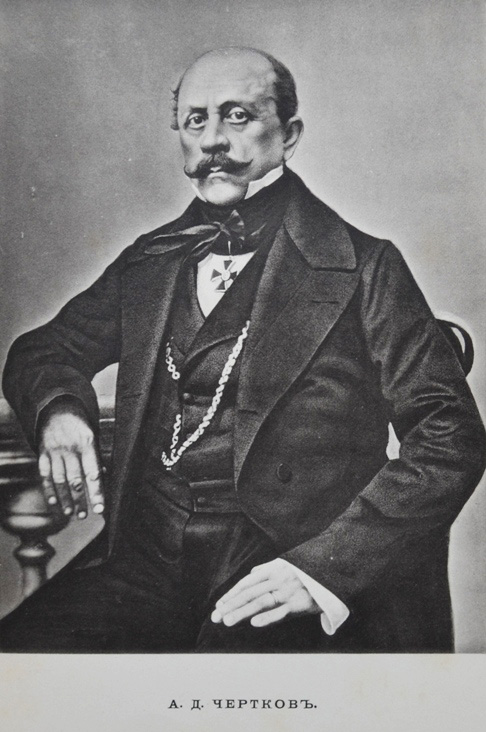
Чертков Александр Дмитриевич. Фото 1850-х гг.

Возвратившись на родину после путешествия по Европе, он стал собирать коллекции русских древностей и монет с целью изучить и классифицировать их в соответствии с современным состоянием науки. Одной из первых работ на этом поприще стало «Описание древних русских монет» (М., 1834), с «Прибавлениями» (1837, 1839 и 1841 годы). Оно было первым, отвечавшим требованиям науки, и положило начало точному, систематическому описанию наших древних монет. Этот труд в 1835 году был удостоен от Академии наук полной Демидовской премии, от которой Чертков отказался, передав её на напечатание «Остромирова Евангелия». До появления «Описания», русская литература по нумизматике была крайне бедна и заключала в себе небольшое число статей, посвящённых отдельным отраслям этой науки. К числу этих статей относятся, например: «Опыт исторического исследования о древности монеты в Российском государстве» Мальгина (1810), «Критические разыскания о древних русских монетах», изданные Императорской академией наук (1807), «Опыт о кожаных деньгах» (1835), и др. Но несмотря, однако, и на эти труды, можно сказать, что до Черткова нумизматики как науки не существовало. Даже такие учёные, как, например, Н. М. Карамзин, деливший все монеты на четыре разряда: 1) с изображением разных зверей без надписи, 2) с татарской надписью, 3) с русской и татарской надписями и 4) с одною русской надписью, были вполне несведущими людьми в области наших древних монет. Чертков, разобрав надписи, разделил монеты по княжествам и отнёс их к именам князей, в княжение которых они были выпущены. Владея обширным собранием древнейших русских монет, он, вместе с графом С. Г. Строгановым, принимал активное участие в пресечении распространившихся тогда подделок древних русских монет.
Дальнейшие труды Черткова, по большей части печатавшиеся первоначально в изданиях Московского общества истории и древностей Российских: «О древних вещах, найденных в 1838 году в Московской губернии, Звенигородском уезде» (М., 1838); «Описание посольства, отправленного в 1650 году от царя Алексея Михайловича к Фердинанду II, великому герцогу Тосканскому» (М., 1840); «О переводе Манассииной летописи на славянский язык, с очерком истории болгар», доведенной до XII в. (М., 1842); «Описание войны великого князя Святополка Игоревича против болгар и греков в 967—971 годах» (1843); «О числе русского войска, завоевавшего Болгарию и сражавшегося с греками во Фракии и Македонии» («Записки Одесского общества истории и древностей Российских», 1842); «О Белобережье и семи островах, на которых, по словам Димешки, жили руссы-разбойники» (1845); «Фракийские племена, жившие в Малой Азии» (1852); «Пелазго-фракийские племена, населявшие Италию» (1853); «О языке пелазгов, населявших Италию и сравнение его с древлесловенским» (1855—1857), и другие.
Кроме отечественной, Чертков занимался общеславянской историей, отыскивая в греческих, римских и византийских источниках забытые имена и дела славян. Свои догадки о древности и повсеместности славян на юге Европы он простирал иногда до того, что в этрусках и древнейших римлянах видел следы первых славян. В таком духе и с такою целью им изданы следующие сочинения: 1) «О переселении фракийских племен за Дунай и далее на север, к Балтийскому морю и к нам на Русь, то есть очерк древнейшей истории протословен», во «Временнике» 1851 год, кн. 10-я, исследования, стр. 1-134 и VIII рис., и отдельно М., 1851; 2) «Фракийские племена, жившие в Малой Азии», там же, 1852 год, кн. 13-я, исследование, стр. 1-140 и 1-40; 3) «Пелазго-фракийские племена, населявшие Италию и оттуда перешедшие в Ретию, Венделикию и далее на север до реки Майна», там же 1853 год, кн. 46-я, исследования, стр. 1-102 и 1-46; 4) «О языке Пелазгов, населявших Италию, и сравнение его с древлесловенским», там же, 1857 год, кн. 23-я, исследования, стр. 1-193; 5) «Продолжение опыта Пелазгийского словаря», там же, 1857 год, кн. 25-я, исследования, стр. 1-50, и отдельно, М., 1857. Среди древних рукописей, собранных Чертковым, значатся: Вологодско-Пермская летопись (XVI век), Владимирский летописец (XVI век), Летописец Устюжский (XVIII век), Летописец города Курска (XVIII век).

Знавший Черткова в 1851 году С. М. Загоскин вспоминал:
В числе богатых москвичей, занимавших видное общественное положение, находился <…> Александр Дмитриевич Чертков. <…> Он обладал большой, прекрасной библиотекой, в которой проводил почти весь день и даже иногда спал. Александр Дмитриевич был добрейший старик, но крайне рассеянный: мысли его постоянно где-то витали, и даже нередко он не узнавал в лицо своих знакомых. Посвящая много времени своим служебным и учёным занятиям, он мало находился со своим семейством, забегая только довольно часто к своему сыну, имевшему помещение рядом с библиотекой отца. Старик не любил общества, мало выезжал, и только поневоле, как предводитель дворянства, принимал множество лиц, имевших до него какую-либо надобность.
С 30 декабря 1842 года он был член-корреспондентом Петербургской академии наук; 8 октября 1843 года пожалован в действительные статские советники. С 24 октября 1847 года и по день смерти Чертков состоял почётным членом Московского археологического общества.
Был награждён орденами: Св. Станислава 1-й степени (13.01.1846) и Св. Анны 1-й степени (11.04.1848а) и Св. Владимира 2-й степени.
Умер 10 (22) ноября 1858 года. Похоронен на Ваганьковском кладбище. В послереволюционное время могила была утрачена.
Историческая библиотека Черткова по его желанию была открыта в 1863 году для публичного пользования.

## Семья
Жена (с 9 мая 1828 года) — графиня Елизавета Григорьевна Чернышёва (25.04.1805—25.05.1858), фрейлина двора, дочь графа Г. И. Чернышёва от его брака с фрейлиной Е. П. Квашниной-Самариной; сестра А. Г. Муравьевой. Венчание её было в Москве в Знаменской церкви на Знаменке одновременно с венчанием её сестры Софьи с Кругликовым.
По словам современника, в молодости Елизавета Григорьевна была «замечательной красавицей и хорошей певицей, с обширным сопрано».
Их дети:
- Елизавета Александровна (1829—1894), фрейлина, замужем (с 24 февраля 1850 года)[12] за князем А. Н. Голицыным (1830—1911), сыном генерал-лейтенанта Н. Я. Голицына, известным библиофилом. Покинув мужа, она открыто сожительствовала с Н. С. Киселевым, что считалось в обществе скандальным, но ей это прощали, потому что Голицын был плохим мужем. У Елизаветы Алексеевны было трое детей: Николай (1851—1911), Владимир (1857—1923, Нови-Сад), Мария (1859—1835, Рига; в первом браке замужем за Ф. В. Перфильевым, сыном московского губернатора В. С. Перфильева, во втором — за В. Д. Шеппингом, сыном Д. О. Шеппинга).
- Софья Александровна (1831—1903), с 1852 года замужем за Севером Алексеевичем Ермоловым (1824—1894), сыном А. П. Ермолова. Их дочь Софья Северовна Ермолова (1853—1896) была замужем за сыном Д. О. Шеппинга — В. Д. Шеппингом, за которого после ее смерти вышла вторым браком ее двоюродная сестра — Мария Александровна Голицына (Перфильева).
- Григорий Александрович (19.11.1832[13]—1900), егермейстер, московский уездный предводитель дворянства; женат на своей двоюродной сестре Софье Николаевне Муравьевой (1840—1883), дочери Н. Н. Муравьева и графини Н. Г. Чернышёвой; у них сын Григорий.
- Александра Александровна (07.05.1834[14]—между 1868 и 1891), замужем за Петром Александровичем Винтуловым (1835—1891), сыном генерал-лейтенанта, первого директора Михайловского Воронежского кадетского корпуса Александра Дмитриевича Винтулова.

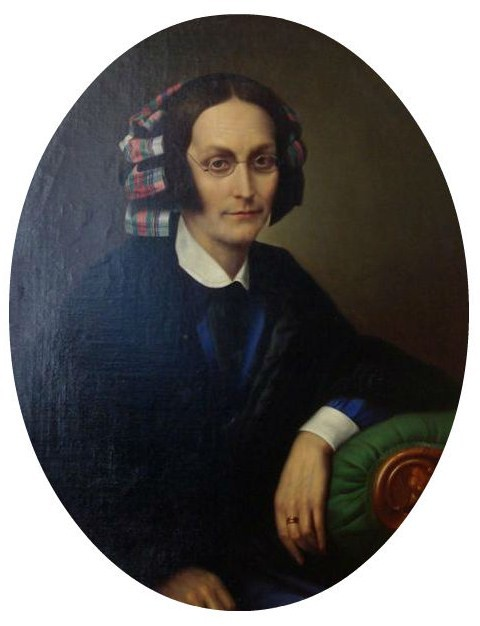
Елизавета Григорьевна, жена
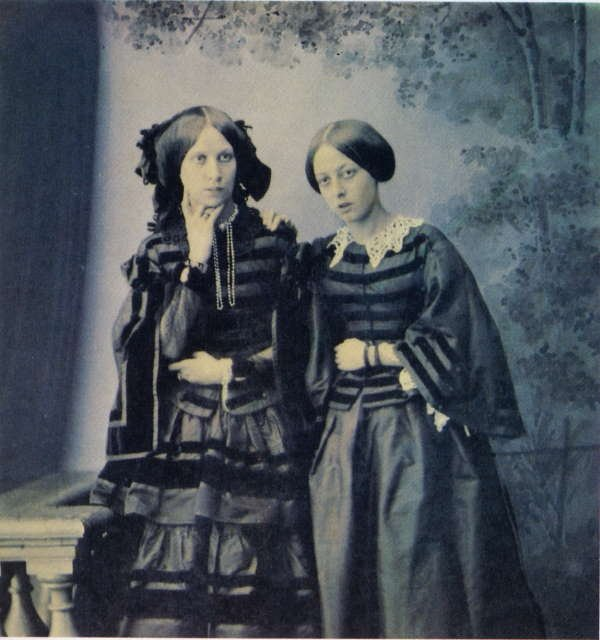
Елизавета и Александра, дочери
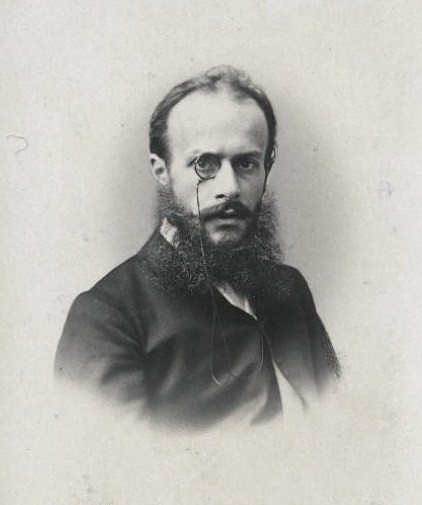
Григорий, сын
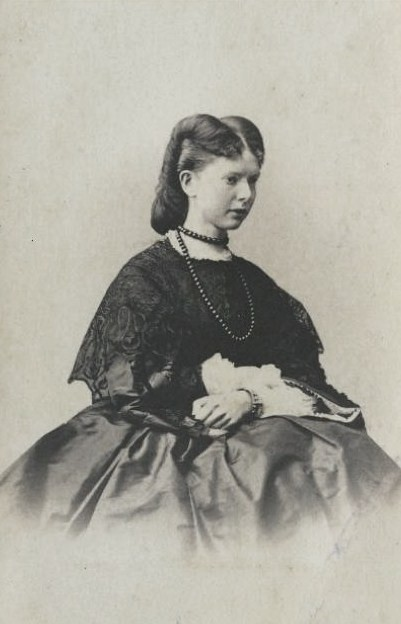
Софья Николаевна

## Память
- В 2011 году в микрорайоне Шилово в Воронеже одна из улиц была названа улицей братьев Чертковых в честь А. Д. Черткова и его братьев И. Д. Черткова и Н. Д. Черткова.